# Aster ionoglossus
Aster ionoglossus là một loài thực vật có hoa trong họ Cúc. Loài này được Ling mô tả khoa học lần đầu tiên năm 1981.